# Shutdown Day

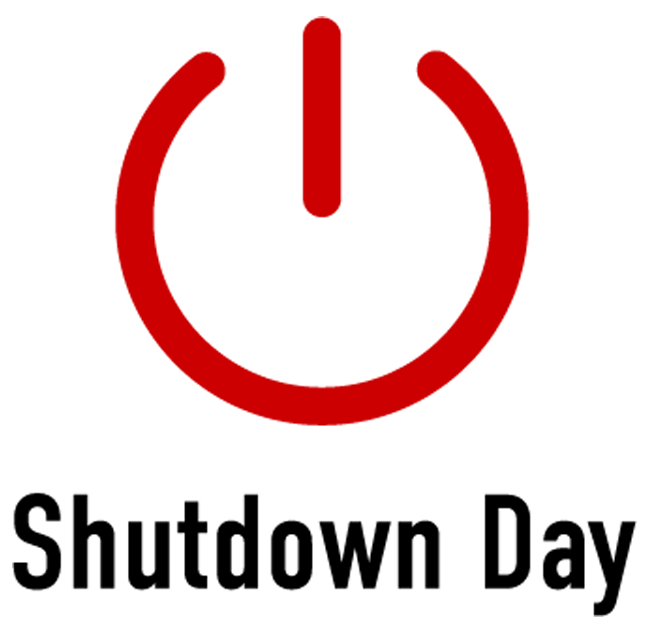
Logo

Shutdown Day war von 2007 bis 2009 ein Aktionstag, bei dem die Menschen versuchen sollen, einen Tag lang ohne Computer auszukommen. Ziel dieser Aktion ist es, Energie zu sparen und die Menschen dazu zu bewegen, wieder öfter mit Freunden oder der Natur in Kontakt zu treten.

## Ziele
Der Shutdown Day als weltweites Internetexperiment soll die Menschen zum Nachdenken anregen, inwiefern sich ihr Leben durch den Computer und durch das Internet in den letzten Jahren verändert hat, und ob durch die häufigere Nutzung schöne oder wichtigere Dinge im Leben vernachlässigt wurden.
Der Sinn dieses Aktionstages ist es, für einen Tag im Jahr den Computer herunterzufahren (engl. to shutdown), um sich anderen Aktivitäten – wie z. B. Freunde treffen oder Sport treiben – zu widmen und sich daran zu erinnern, dass es neben dem Computer noch anderes im Leben gibt.

## Geschichte

### 2007
Der Aktionstag wurde im Jahr 2007 ins Leben gerufen, als Initiator Denis Bystrov realisierte, dass er zu viel Zeit am Computer verbrachte und mehr Zeit mit seiner Familie verbringen wollte. Mit zwei Freunden, Michael Taylor und David Bridle, rief Bystrov eine Webseite ins Leben, auf der er seinen Gedanken präsentierte und die Besucher der Seite herausforderte:

„Do you think you can stay away from your computers for at least 24 hours a day, and if yes, can you pledge to do so?“

„Denkst du, dass du für 24 Stunden ohne Computer auskommst und wenn ja, würdest du dafür bürgen?“

Was als einfache Frage begann, zog schon nach kurzer Zeit zigtausende Benutzer an:
- Die Webseite wurde im ersten Monat der Kampagne über 1,6 Mio. Mal aufgerufen.
- Mehr als 65.000 Menschen nahmen am ersten Shutdown Day 2007 teil, indem sie ihren Computer 24 Stunden lang nicht einschalteten.
- Der Shutdown Day Werbefilm auf YouTube wurde innerhalb kurzer Zeit 1,1 Mio. Mal angesehen.
- 450.000 Benutzer registrierten sich auf der Webseite.
- Die Idee des Shutdown Days wurde in mehr als 200.000 Medien (Internetforen, Fernsehinterviews etc.) bekannt.

Noch im selben Jahr dachte Bystrov über die Zukunft und die Veranstaltung weiterer Shutdown Days nach. Schließlich gründete er mit einem weiteren Freund, Ashutosh Rajekar – der ebenfalls der Technologie verfallen war – eine Non-Profit-Organisation in Québec.

### 2008
Der folgende Shutdown Day fand am 3. Mai 2008 statt. Zwei Tage vor dem besagten Tag berichtete die Nachrichtenagentur Reuters über die Aktion und warb für das Ausschalten des heimischen PCs. Die Teilnehmer des vorigen Jahres planten, in Parks zu gehen, sich in der Öffentlichkeit zu engagieren und die Stadt von Müll zu befreien, oder zu campen.

### 2009
Der Shutdown Day fand, wie zuvor auf der Internetpräsenz angekündigt – am 2. Mai 2009 statt. Die Kampagne selber lief vom 1. März bis zum 2. Mai 2009. Von nun an wurden auch zunehmend Berichte auf Fox News, CNN und in der Washington Post veröffentlicht.
In diesem Jahr wollten 55.000 Menschen am Aktionstag teilnehmen und stimmten deshalb auf der Webseite für „Yes, I can do it“ – „Ja, ich werde es machen“.
Seit 2009 fand kein Shutdown Day mehr statt. 